# Улица Горького (Серпухов)
Улица Горького — улица в центральной части города Серпухова Московской области. Улица названа в честь русского и советского писателя, поэта и драматурга Максима Горького.

## Описание
Улица берет свое начало от пересечения с улицей Ворошилова и Центральной улицей и далее уходит в северо-западном, а позднее в северном направлении. Заканчивается пересечении с Фестивальной улицей. Протяжённость улицы — 1,6 километра .
Улицу пересекают Советская улица, Российская улица, Подольская улица, Весенняя улица, улица Маяковского и Фестивальная улица.
По ходу движения со стороны начала улицы справа примыкают Новонефедовская улица и Авангардная улица. Слева по ходу движения с начала улицы Горького примыкают улица Ракова, 1-й Широкий проезд и Авангардная улица.
Нумерация домов начинается со стороны улицы Ворошилова и Центральной улицы.
На всем своем протяжении улица Горького является улицей с двусторонним движением с большой разделительной полосой по середине.
Почтовый индекс улицы — 142203, 142204 и 142214.

## Примечательные здания и сооружения
- Муниципальное учреждение культуры «Музейно-выставочный центр» — владение 5 Б. Центр был открыт в 1995 году и в настоящий момент имеет около 900 квадратных метров экспозиционных площадей на которых можно проводить до 3 отдельных выставок одновременно[3].
- Мемориал — Стела город воинской доблести — площадь Славы на пересечении улицы Горького и Советской улицы.
- Музей пожарного дела Серпуховского района — Авангардная улица, владение 39. Музей организован на базе Серпуховского районного отделения Всероссийского добровольного пожарного общества, открытие состоялось 3 декабря 2015 года[4].
- Муниципальное автономное учреждение культуры Дворец культуры «Россия» — Советская улица, владение 90.
- Государственное автономное профессиональное образовательное учреждение Московской области Губернский колледж (Корпус № 5) — владение 32.
- Министерство социального развития Московской области Серпуховское районное управление муниципальной защиты населения — владение 1А.
- Администрация городского округа Серпухов (отдел потребительского рынка) — Советская улица, владение 88.

## Транспорт
По улице проходят городские автобусные маршруты № 14, № 20, № 2 м, № 2к, № 4к, № 13, № 13к.